# كأس بلغاريا 1964–65
كأس بلغاريا 1964–65 (بالبلغارية: Купа на Съветската армия 1964/65)‏ هو موسم من كأس بلغاريا. أشرف على تنظيمه اتحاد بلغاريا لكرة القدم، وفاز فيه سسكا صوفيا على ملعب أوفتشا كوبل.